# Franklin (Vermont)
Franklin est une municipalité du Vermont, aux États-Unis, situé dans le comté de Franklin. Sa population en 2000 est évaluée à 1 268 habitants.